# Lilla Lysingen, Värmland
Lilla Lysingen är en sjö i Karlskoga kommun i Värmland och ingår i Göta älvs huvudavrinningsområde. Sjön är 11,2 meter djup, har en yta på 0,109 kvadratkilometer och är belägen 126,5 meter över havet.

## Delavrinningsområde
Lilla Lysingen ingår i det delavrinningsområde (657666-143080) som SMHI kallar för Mynnar i Möckeln. Medelhöjden är 146 meter över havet och ytan är 40,91 kvadratkilometer. Räknas de 7 avrinningsområdena uppströms in blir den ackumulerade arean 126,51 kvadratkilometer. Valån (Kärmälven) som avvattnar avrinningsområdet har biflödesordning 3, vilket innebär att vattnet flödar genom totalt 3 vattendrag innan det når havet efter 286 kilometer. Avrinningsområdet består mestadels av skog (76 procent) och sankmarker (10 procent). Avrinningsområdet har 3,02 kvadratkilometer vattenytor vilket ger det en sjöprocent på 7,4 procent.